# St. Martin der Bekenner (Moskau)

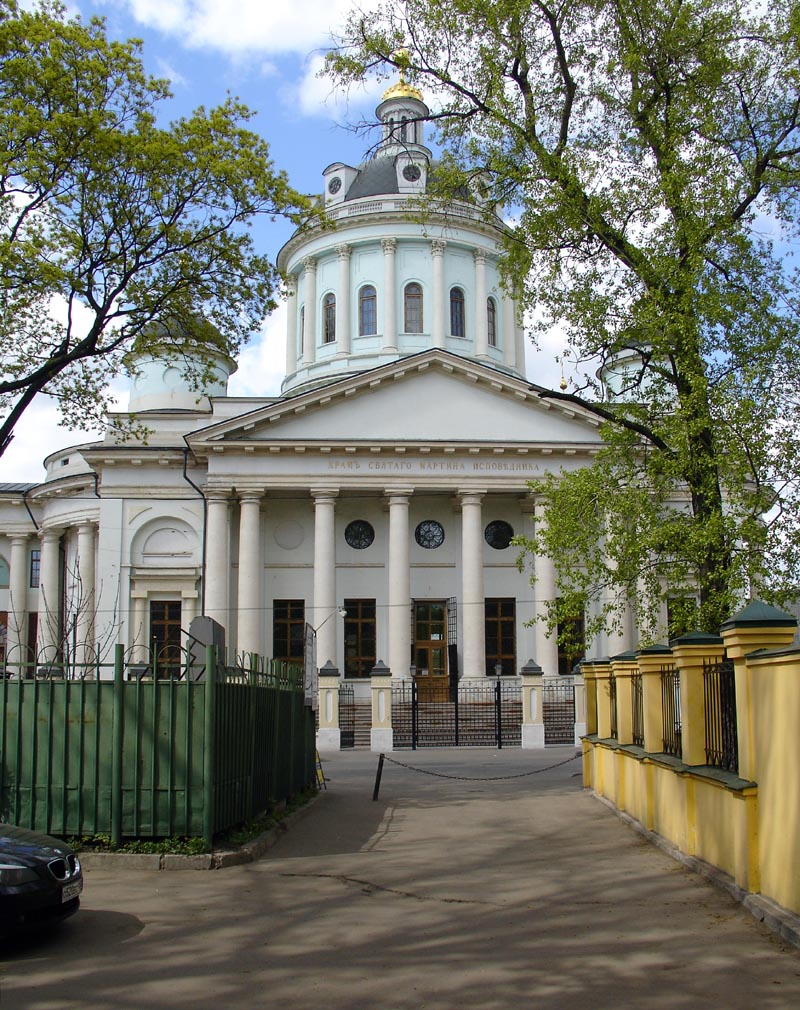
Aufnahme Mai 2007

Die Kirche St. Martin der Bekenner (russisch Храм святого Мартина Исповедника) ist eine russisch-orthodoxe Kirche in Moskau.
Sie liegt an der uliza Alexandra Solschenizyna 15 im Stadtteil Taganski und ist dem heiliggesprochenen Papst Martin I. geweiht.
Die Kirche wurde in den Jahren 1791–1806 nach den Plänen des Architekten Rodion Rodionowitsch Kasakow erbaut. Während der Zeit der Sowjetunion blieb die Kirche in den Jahren 1931 bis 1991 geschlossen.